# 雅各布·奥高
雅各布·奥高（丹麥語：Jacob Aagaard，1973年7月31日—），苏格兰国际象棋棋手，出生于丹麦，为国际象棋特级大师。
奥高的最高等级分为2542分。他是2005年苏格兰国际象棋冠军、2007年英国国际象棋冠军。2007年晋升为特级大师。